# Jan III. Malovec z Pacova
Jan III. Malovec z Pacova (okolo 1420 – 10. ledna 1488) byl český šlechtic, diplomat a válečník z rodu Malovců z Malovic. Podporoval české krále Jiřího z Poděbrad a Vladislava Jagellonského. Vlastnil rodová panství v jižních Čechách.

## Životopis
Pocházel z nižšího šlechtického jihočeského rodu Malovců z Malovic. Byl jedním ze synů Jana II. Malovce z Pacova, který byl držitelem města a hradu Pacov, kde se Jan III. patrně narodil. Jeho otec během husitských válek vystupoval na katolické straně císaře Zikmunda a 30. května 1434 se na straně panské jednoty zúčastnil zásadní porážky radikálních husitů u Lipan. Zemřel někdy po roce 1440. 
Ve 40. letech 15. století je  uváděn jako účastník života u českého královského dvora: roku 1446 se zúčastnil poselství k papeži Evženovi IV., roku 1448 se účastnil dobytí Prahy tzv. Poděbradskou jednotou a roku 1452 se zúčastnil zasedání českého zemského sněmu, kde byl Jiří z Poděbrad zvolen českým králem.  
Od roku 1446 měl v držení ves a hrad Borotín, kam posléze přesídlil, zatímco jeho bratr Bohuslav sídlil v Pacově. V pozdějších letech je pak uváděn s přídomkem z Borotína. Roku 1462 se účastnil poselství k papeži. Nadále věrně sloužil králi Jiřímu i jeho nástupci Vladislavu Jagellonskému. Naposledy je uváděn roku 1485, kdy jej král jmenovam členem zemského soudu.  

### Úmrtí
Zemřel 10. ledna 1488 v Borotíně. Pohřben byl v kryptě borotínského kostela Nanebevstoupení Páně.

### Rodina
Zanechal po sobě syny Jana, Pavla a Mikuláše, a dceru Kateřinu.